# Вельвич, Фридрих
Фри́дрих Ве́львич (нем. Friedrich Martin Josef Welwitsch; 25 февраля 1806, Мариа-Заль, Каринтия — 20 октября 1872, Лондон) ─ австрийский врач, ботаник, путешественник, исследователь Африки.

## Биография
Родился в Каринтии, в небольшом городе Мариа-Заль (нем. Maria Saal), в семье словенцев. Получил медицинское образование в Вене, работал врачом. Принял предложение занять должность профессора ботаники в Лиссабоне. Занимался исследования флоры Канарских островов и Мадейры.
По поручению португальского правительства ездил в Анголу — в то время колонию Португалии. В 1860 году на юге Анголы открыл уникальное реликтовое голосеменное растение, которое позже было названо английским ботаником Джозефом Гукером в его честь вельвичией (Welwitschia Hook.f., 1863).
В 1863 году Вельвич обосновался в Лондоне, где провел последние годы жизни, разбирая коллекции растений и насекомых, собранных в Анголе. Часть коллекции была завещана им Британскому музею и Ботаническим садам Кью, что стало причиной судебного иска со стороны португальского короля Луиша I, который полагал, что все сборы Вельвича являются национальным достоянием Португалии. Спор был разрешен после трехлетних дебатов: некоторая часть коллекции была передана в Лиссабон, а остальная часть осталась в Лондоне.

## Основные труды
- Beiträge zur kryptogamischen Flora Unterösterreichs. // Beiträge zur Landeskunde Österreichs, vol. 4, 1834.
- Synopsis Nostochinearum Austriae inferioris. PhD Thesis. Вена, 1836.
- Genera Phycearum Lusitanae. (= Actas da Academia das Ciências de Lisboa). Лиссабон, 1850.
- Apontamentos Fito-geograficos sobre a Flora da Província de Angola na Africa Equinocial. // Anais do Conselho do Ultramarino de oct. 1858. Лиссабон, 1858.
- Sinopse explicativa das amostras de Madeiras e drogas medicinais (…) coligidos na provincia de Angola, e enviados a Exposição Internacional de Londres 1862. Лиссабон, 1862.
- Sertum Angolense. // Transactions of the Linnean Society, vol. XXII. Лондон, 1869.
- Notizen über die Bryologie von Portugal. // Flora, 1872.